# Acanthagrion tepuiense
Acanthagrion tepuiense е вид насекомо от семейство Coenagrionidae. Видът е незастрашен от изчезване.

## Разпространение
Разпространен е във Венецуела.